# ودل
شهر ودل (به آلمانی: Wedel) در ایالت اشلسویگ-هل‌اشتاین در کشور آلمان واقع شده‌است.